# لودغر باستين
لودغر باستين هو سياسي كندي، ولد في 18 أكتوبر 1879 في كندا، وتوفي في 18 سبتمبر 1948 في مونتريال في كندا.